# Ciri pasqual

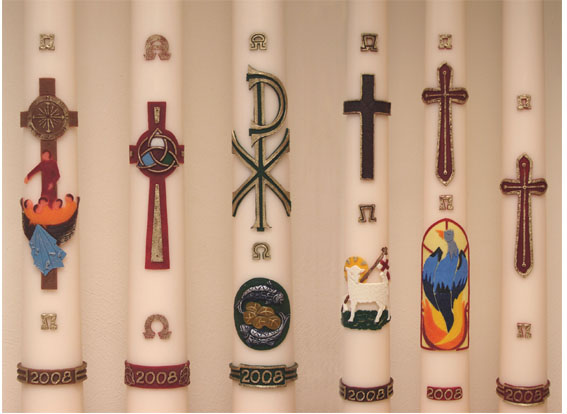
Ciris pasquals.

Es diu ciri pasqual el ciri que es consagra i encén la vigília pasqual en la litúrgia romana la nit del Dissabte Sant com a signe de Crist ressuscitat i la seva llum.

## Característiques
El ciri és renovat precisament en aquesta cerimònia, ja que se n'encén un de nou que substitueix el de l'any anterior. La seva grandària pot variar, encara que ha de ser major que el de resta de ciris del temple: en principi, hauria d'estar encès durant el temps que durat un seguit d'oficis litúrgics determinats al llarg de l'any i la quantitat de cera ha de permetre-ho. Sovint, està decorat amb una creu en un dels seus costats, a més d'altres motius i inscripcions.

## Història
El ciri s'encenia amb el foc nou i també servia per a la benedicció de les fonts baptismals. Uns n'atribueixen l'origen a les columnes de cera que Constantí manava encendre la nit de Pasqua i altres al costum que hi havia d'escriure en un ciri beneït totes les festes movibles que depenien de la Pasqua. Més endavant, aquestes festes s'escrivien en una tira de paper o pergamí que es fixava en el ciri, com es fa encara en algunes catedrals. La Sacra Congregació de Ritus va decretar el 19 de maig de 1607, que s'encengués el ciri pasqual els tres dies solemnes de Pasqua, dissabte in albis i tots els altres diumenges fins a l'Ascensió. La litúrgia actual assenyala que el ciri pasqual s'encén durant totes les cerimònies del temps de Pasqua, és a dir, des de la Vigília Pasqual fins al diumenge de Pentecosta, passats cinquanta dies (vuit setmanes).

## Ritual de benedicció i encesa

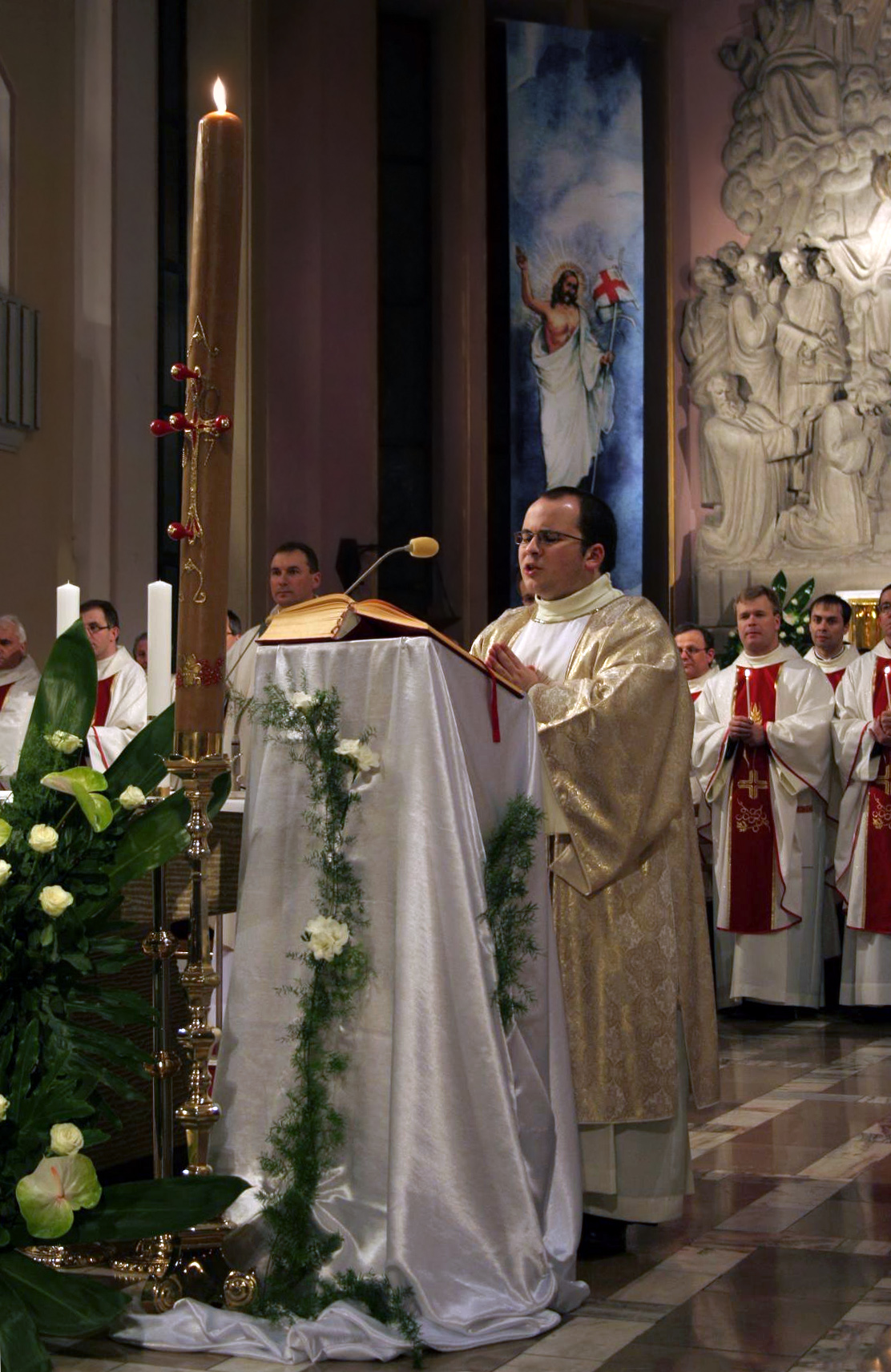
Diácon cantant el pregó pasqual davant d'un ciri pasqual

L'actual missal romà, en la seva tercera edició de 2002, assenyala d'aquesta manera la benedicció del ciri i l'acció d'encendre'l:
Amb les llums de l'Església apagades, en un lloc, fora de l'Església es reuneix el poble al voltant d'una foguera encesa. Arriba el sacerdot amb els ministres ajudants: un d'ells porta el Ciri Pasqual. El sacerdot comença la missa com de costum i fa una petita explicació, com indica el missal. Després beneeix el foc dient:
Oh Déu, que per mitjà del teu Fill has donat als teus fidels el foc de la teva llum, santifica (i fa el senyal de la creu sobre el foc) aquest foc, i concedeix-nos que la celebració d'aquestes festes de Pasqua encenguin en nosaltres desitjos tan sants que puguem arribar amb cor net a les festes de l'eterna llum. Per Jesucrist, Senyor nostre. Amén.
Després, segons la tradició o costum es marquen uns senyals en el Ciri: una creu, les lletres "Alfa" i "Omega" i les xifres de l'any en els angles de la creu, mentre el sacerdot diu:
1. Crist ahir i avui ; es traça la línia vertical
2. Principi i fi; es traça la línia horitzontal
3. Alfa; es traça la lletra alfa sobre la línia vertical
4. I Omega; es traça la lletra omega sota de la línia vertical
5. Seu és el temps; es traça el primer dígit de l'any en curs,a l'angle superior esquerre de la creu
6. I l'eternitat; es traça el segon dígit de l'any a l'angle superior dret
7. A ell la glòria i el poder; es traça el tercer dígit de l'any a l'angle inferior esquerre
8. Pels segles dels segles. Amén; es traça el quart dígit de l'any en l'angle inferior dret

(Encara que en molts traçats artístics, aquesta forma de vegades canvia).
A continuació s'incrusten cinc grans d'encens en forma de creu (primer el pal vertical, després l'horitzontal), mentre es diu:
1. Per les seves nafres
2. santes i glorioses
3. ens protegeixi
4. i ens guardi
5. Jesucrist el nostre senyor. Amén

Llavors s'encén el ciri amb el foc nou dient:
Que la Llum de Crist, que ressuscita gloriós, dissipi les tenebres del cor i de l'esperit.
Tot seguit, s'organitza una processó de fidels i clergat des del lloc de la benedicció al temple, que segueix a les fosques, encapçalada pel ciri portat enlaire. Tres vegades es detindrà aquesta processó per elevar el ciri i cantar: "Llum de Crist. Donem gràcies a Déu". Tots els reunits encendran una petita espelma de la llum del nou ciri després de la segona aclamació. Arribats al centre de l'altar i cantada de nou l'aclamació, s'encendran llavors totes les llums del temple. S'encensa el ciri amb l'encenser i es canta l'anomenat Pregó Pasqual, un bell cant que anuncia la Resurrecció de Crist.

## Usos durant l'any litúrgic
El ciri es manté encès durant totes les celebracions realitzades durant el temps de Pasqua, tant l'eucaristia, la paraula -propi del Camí Neocatecumenal- com qualsevol altre. El ciri és utilitzat també durant els baptismes i confirmacions realitzats al llarg de l'any. D'ell s'encendrà el ciri per a cadascun dels nous batejats. També es manté encès durant els funerals com a signe d'esperança en la resurrecció.
Una vegada conclòs el temps Pasqual, el Ciri es conserva dignament en el baptisteri, al costat de la pila baptismal, tret que es mantingui en el presbiteri (s'intenta evitar, però si no es pot fer, s'hi guarda convenientment).